# Montcherand
Montcherand es una comuna suiza del cantón de Vaud, situada en el distrito de Jura-Nord vaudois. Limita al norte con las comunas de Sergey y Valeyres-sous-Rances, al este con Orbe, al sur con Agiez, y al oeste con Les Clées.
La comuna formó parte hasta el 31 de diciembre de 2007 del distrito de Orbe, círculo de Orbe.

## Enlaces externos

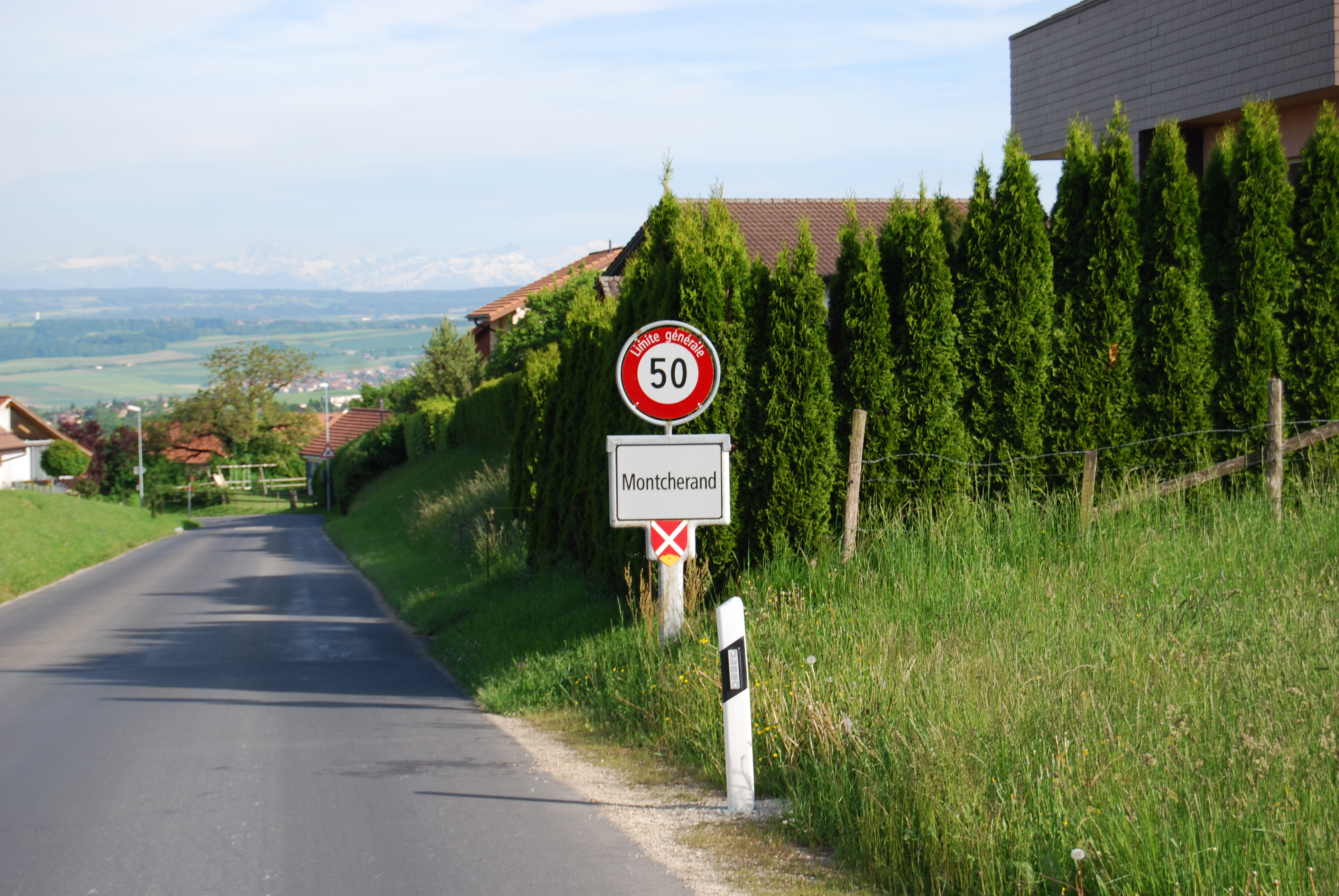
Montcherand